# Túnel Ahmed Hamdi
El Túnel Ahmed Hamdi (en árabe: نفق الشهيد أحمد حمدي) es un túnel de automóviles bajo el Canal de Suez, en Egipto.

## Descripción
Cuenta con dos carriles de circulación, uno en cada dirección, y conecta la Península del Sinaí de Asia a la ciudad de Suez en el continente africano.
Fue construido originalmente como un túnel de escudo por el grupo Tarmac en 1981. En 1992, el gobierno japonés concedió ayuda a un proyecto para rehabilitar el túnel que había presentado fugas. Es de 1,63 km de largo y tiene un diámetro exterior de 11,6 m.